# Xylopia aromatica
Espèce
Statut de conservation UICN

LC : Préoccupation mineure
Xylopia aromatica est une espèce de plante de la famille des Annonaceae.

## Caractéristiques

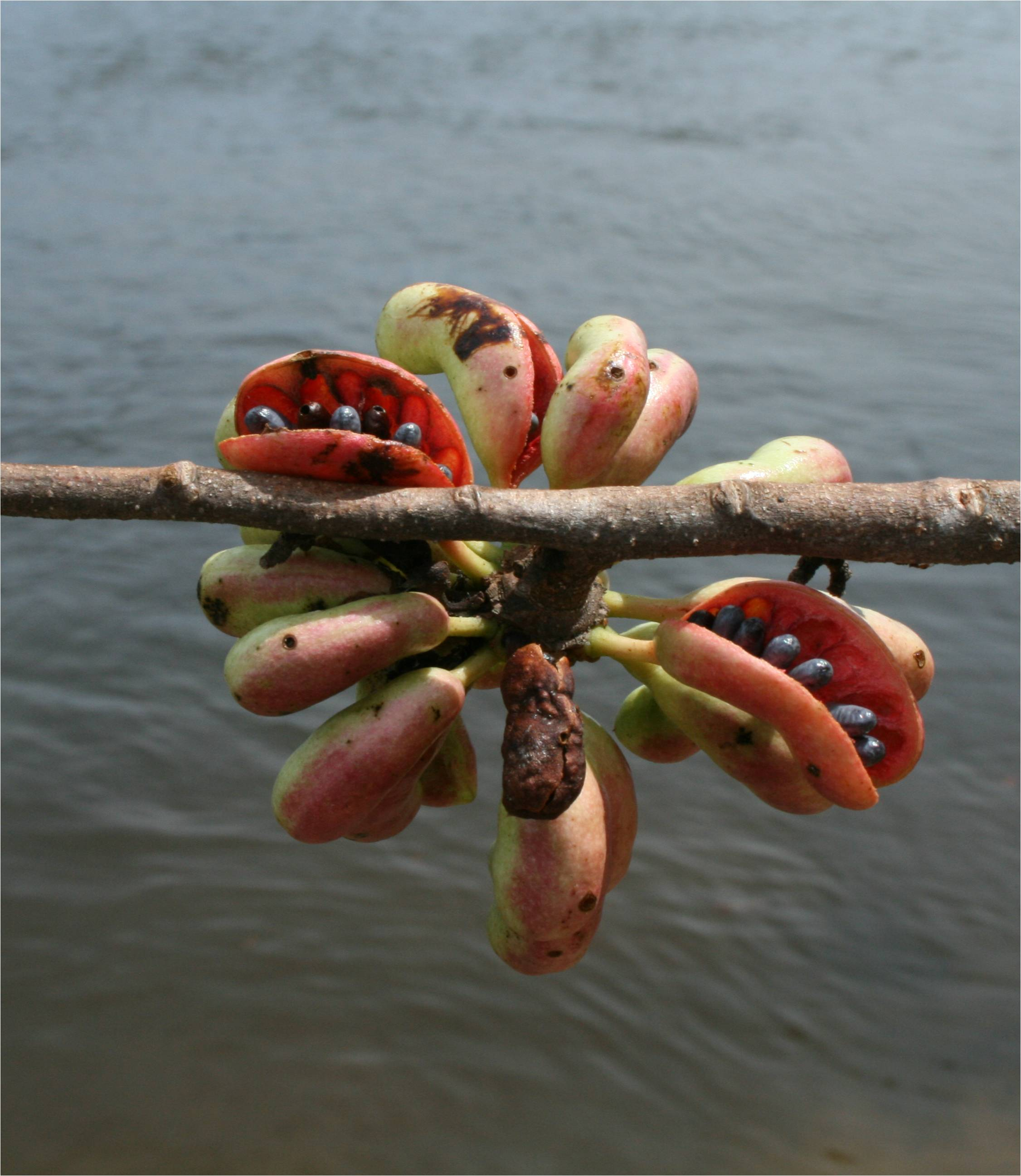
Infrutescence de Xylopia aromatica sur le Río Ventuari (Venezuela).

Xylopia aromatica est un arbuste qui peut mesurer jusu'à 8 m de haut.

## Habitat
L'espèce est présente dans une grande partie de l'Amérique tropicale, du sud du Brésil à Cuba.

### France
En France, l'espèce est présente uniquement en Guyane française.

## Utilisation
Cet arbuste sert de combustible et de nourriture pour animaux. Il est aussi utilisé en médecine.

## Publication originale
- (pt) Carolus Fridericus Philippus De Martius, Flora Brasiliensis, vol. 13, t. 1, 1841 (lire en ligne ), p. 43